# Diploknema sebifera
Diploknema sebifera är en tvåhjärtbladig växtart som beskrevs av Jean Baptiste Louis Pierre. Diploknema sebifera ingår i släktet Diploknema och familjen Sapotaceae. Inga underarter finns listade i Catalogue of Life.